# Sebastian Andersson
Martin Sebastian Andersson (Ängelholm, 15 luglio 1991) è un ex calciatore svedese, di ruolo attaccante.

## Carriera

### Club
Nei suoi primi anni di calcio giovanile Andersson ha giocato per due squadre allo stesso tempo, l'Ängelholm e il Vinslöv. Questo perché i suoi genitori vivevano in due luoghi diversi essendo separati. All'età di 15 anni si è trasferito a Helsingborg per giocare nella squadra giovanile del principale club cittadino ma, non avendo poi trovato un contratto con la prima squadra, ha fatto ritorno ad Ängelholm.
Proprio con l'Ängelholm ha mosso i primi passi nel calcio senior giocando il suo primo campionato di Superettan, chiuso con 5 reti in 22 presenze. L'anno seguente, ventenne, ha migliorato le proprie cifre con 12 reti in 28 partite giocate, chiudendo quinto nella classifica marcatori della seconda serie. In quell'annata l'Ängelholm è arrivato a giocarsi lo spareggio-promozione contro il Syrianska, vincendo la gara di andata ma perdendo quella di ritorno con un gol di scarto in più.
Il Kalmar nel frattempo aveva messo gli occhi su di lui, e lo ha firmato con un contratto di quattro anni valido a partire dalla stagione 2012. Nei tre anni in biancorosso ha realizzato complessivamente tre reti, partendo spesso dalla panchina.
Nell'agosto del 2014 è stato acquistato dal Djurgården. Con la nuova maglia ha segnato 6 gol in 13 partite nella rimanente parte di stagione. Nel 2015 ha realizzato 7 reti a fronte di 22 presenze.
Andersson è passato all'IFK Norrköping nel marzo 2016, in fase di pre-campionato. Qui la coppia d'attacco era inizialmente formata da Emir Kujović (capocannoniere dell'Allsvenskan 2015) e Christoffer Nyman, ma la cessione di entrambi avvenuta in estate lo ha portato a diventare il primo terminale offensivo, con la squadra che era in lotta per lo scudetto. Nel frattempo a luglio aveva segnato tre gol (uno all'andata in Norvegia e due tra le mura amiche al ritorno) nella doppia sfida contro il Rosenborg, secondo turno preliminare di Champions League. Ha chiuso la Allsvenskan 2016 con 14 gol all'attivo e il titolo di vice capocannoniere.
Ha iniziato al Norrköping anche la stagione 2017 collezionando 21 presenze e segnando 6 reti fino al momento in cui è stato ceduto: il 31 agosto 2017 infatti è stato acquistato dal club tedesco del Kaisersalutern, militante in 2. Bundesliga, per una somma che si aggirerebbe intorno al milione di euro. Andersson ha siglato 12 reti in 29 gare disputate, ma la stagione per la squadra è stata negativa tanto da chiudere il campionato di 2. Fußball-Bundesliga 2017-2018 all'ultimo posto e scendere in terza serie per la prima volta nella propria storia.
Vista la retrocessione del Kaisersalutern, Andersson ha ottenuto la rescissione ed è rimasto nella seconda serie tedesca, firmando un contratto fino al giugno del 2020 con l'Union Berlino. Anche in questo caso si è confermato miglior marcatore stagionale della squadra, sempre con un bottino di 12 realizzazioni, ma l'esito stagionale rispetto all'anno precedente è stato diverso visto che il club ha conquistato la sua prima storica promozione in Bundesliga. Il 24 agosto 2019 è stato proprio Andersson a segnare il primo gol della storia dell'Union Berlino nella massima serie tedesca, rete che ha fissato il punteggio sull'1-1 nella trasferta di Augusta valida per la seconda giornata. Una settimana più tardi ha segnato la marcatura del definitivo 3-1 per la vittoria contro il più quotato Borussia Dortmund. La sua prima stagione in Bundesliga è terminata con 12 reti in 33 partite, le quali hanno contribuito al raggiungimento dell'11º posto in classifica da parte dell'Union Berlin.
Il 15 settembre 2020 viene acquistato dal Colonia.

### Nazionale
Nel gennaio 2017 ha giocato le sue prime due partite con la nazionale maggiore, la quale aveva affrontato la tournée di Abu Dhabi con giocatori svedesi non impegnati negli altri tornei esteri in cui il campionato non era fermo. Il 12 gennaio, alla seconda apparizione, Andersson ha siglato una doppietta in occasione del 6-0 alla Slovacchia.

## Statistiche

### Cronologia presenze e reti in nazionale
| Cronologia completa delle presenze e delle reti in nazionale ― Svezia | Cronologia completa delle presenze e delle reti in nazionale ― Svezia | Cronologia completa delle presenze e delle reti in nazionale ― Svezia | Cronologia completa delle presenze e delle reti in nazionale ― Svezia | Cronologia completa delle presenze e delle reti in nazionale ― Svezia | Cronologia completa delle presenze e delle reti in nazionale ― Svezia | Cronologia completa delle presenze e delle reti in nazionale ― Svezia | Cronologia completa delle presenze e delle reti in nazionale ― Svezia |
| Data                                                                  | Città                                                                 | In casa                                                               | Risultato                                                             | Ospiti                                                                | Competizione                                                          | Reti                                                                  | Note                                                                  |
| --------------------------------------------------------------------- | --------------------------------------------------------------------- | --------------------------------------------------------------------- | --------------------------------------------------------------------- | --------------------------------------------------------------------- | --------------------------------------------------------------------- | --------------------------------------------------------------------- | --------------------------------------------------------------------- |
| 8-1-2017                                                              | Abu Dhabi                                                             | Svezia                                                                | 1 – 2                                                                 | Costa d'Avorio                                                        | Amichevole                                                            | -                                                                     |                                                                       |
| 12-1-2017                                                             | Abu Dhabi                                                             | Svezia                                                                | 6 – 0                                                                 | Slovacchia                                                            | Amichevole                                                            | 2                                                                     | 85’                                                                   |
| 11-10-2018                                                            | Kaliningrad                                                           | Russia                                                                | 0 – 0                                                                 | Svezia                                                                | UEFA Nations League 2018-2019 - 1º turno                              | -                                                                     | 82’                                                                   |
| 16-10-2018                                                            | Solna                                                                 | Svezia                                                                | 1 – 1                                                                 | Slovacchia                                                            | Amichevole                                                            | -                                                                     | 66’                                                                   |
| 26-3-2019                                                             | Oslo                                                                  | Norvegia                                                              | 3 – 3                                                                 | Svezia                                                                | Qual. Euro 2020                                                       | -                                                                     | 90+5’                                                                 |
| 8-9-2019                                                              | Solna                                                                 | Svezia                                                                | 1 – 1                                                                 | Norvegia                                                              | Qual. Euro 2020                                                       | -                                                                     | 77’                                                                   |
| 12-10-2019                                                            | Ta' Qali                                                              | Malta                                                                 | 0 – 4                                                                 | Svezia                                                                | Qual. Euro 2020                                                       | -                                                                     | 79’                                                                   |
| 15-10-2019                                                            | Stoccolma                                                             | Svezia                                                                | 1 – 1                                                                 | Spagna                                                                | Qual. Euro 2020                                                       | -                                                                     | 90+3’                                                                 |
| 18-11-2019                                                            | Solna                                                                 | Svezia                                                                | 3 – 0                                                                 | Fær Øer                                                               | Qual. Euro 2020                                                       | 1                                                                     | 65’                                                                   |
| Totale                                                                |                                                                       | Presenze                                                              | 9                                                                     |                                                                       | Reti                                                                  | 3                                                                     |                                                                       |